# Acacia bynoeana
Espèce
Synonymes
- Acacia pumila Maiden & R.T.Baker (en)
- Racosperma bynoeanum (Benth.) Leslie Pedley

Répartition géographique
Acacia bynoeana est une espèce de plante à fleurs de la famille des Fabaceae. C'est un acacia endémique du sud-est de l'Australie. Il est connu familièrement en anglais sous les noms de « Bynoe's wattle » (acacia de Bynoe), ou de « tiny wattle » (acacia minuscule). Il est répertorié comme espèce en danger en Nouvelle-Galles du Sud et comme vulnérable selon la loi de 1999 sur la protection de l'environnement et la conservation de la biodiversité.

## Description
Acacia bynoeana est un arbrisseau d'environ 0,5 m de haut. Ses rameaux cylindriques et poilus ont des stipules subulées longues d'environ 1,5 mm. Comme la plupart des acacias, il a des phyllodes plutôt que de vraies feuilles. Ces phyllodes étroitement elliptiques à linéaires sont droits à légèrement incurvés. Ils sont longs de 1 à 6 cm et larges de 1 à 3 mm, poilus quand ils sont jeunes et devenant glabres avec l'âge.
Cet arbrisseau fleurit généralement en été entre décembre et mars, produisant des inflorescences simples situées séparément à l'aisselle des rameaux. Ces inflorescences comprennent 10 à 25 fleurs jaune d'or formant un capitule sphérique d'un diamètre de 3 à 4 mm. les fruits sont des gousses papyracées et cassantes, droites et renflées au niveau des graines. Elles font de 1 à 3 cm de long de 3 à 4 mm de large. 

## Taxonomie
Cette plante a été formellement décrite pour la première fois en 1855 par le botaniste George Bentham dans l'ouvrage Plantae Muellerianae: Mimoseae publié dans Linnaea: ein Journal für die Botanik in ihrem ganzen Umfange, oder Beiträge zur Pflanzenkunde. Il a été reclassé par Leslie Pedley sous le nom de Racosperma bynoeanum en 2003, puis retransféré au genre Acacia en 2006. Son seul autre synonyme est Acacia pumila.
Son épithète spécifique rend hommage à Benjamin Bynoe, le chirurgien de la Royal Navy à bord du Beagle qui a collecté le spécimen type. 

## Distribution
Acacia bynoeana se trouve en Nouvelle-Galles du Sud, principalement dans la région de Morisset au nord jusqu'à Berrima et la région d'Illawarra, et à l'ouest jusqu'aux Blue Mountains avec une autre population dans la région de l'Hunter et le parc national de Morton (en). Il pousse bien dans les sols sableux des communautés de landes et de forêts sclérophylles sèches. 